# Kjuklingen
Kjuklingen (norwegisch für Huhn) ist einer der Dwyer-Nunatakker der Hansenfjella im ostantarktischen Kempland. Er ragt 2,5 km östlich des Gjeitafjell auf.
Norwegische Kartografen, die auch die Benennung vornahmen, kartierten die Erhebung anhand von Luftaufnahmen, die bei der Lars-Christensen-Expedition 1936/37 entstanden.